# La Revanche (nouvelle)
 La Revanche est une nouvelle de Guy de Maupassant, parue en 1884.

## Historique
La Revanche est initialement publiée dans la revue Gil Blas du 18 novembre 1884, puis dans le recueil Le Rosier de Mme Husson en 1888.

## Éditions
- 1884 -  La Revanche, dans Gil Blas
- 1888 -  La Revanche, dans Le Rosier de Mme Husson recueil paru en 1888 chez l'éditeur Quantin.
- 1979 -  La Revanche, dans Maupassant, Contes et Nouvelles, tome II, texte établi et annoté par Louis Forestier, éditions Gallimard, Bibliothèque de la Pléiade.